# Руссо, Дианна
Дианна Руссо (англ. Deanna Russo; род. 17 октября 1979, Нью-Джерси) — американская актриса. Руссо начала свою карьеру в качестве модели, а в 2007 году получила роль Логан Армстронг в дневной мыльной опере CBS «Молодые и дерзкие». Наибольшей известности она добилась благодаря главной женской роли в телефильме «Рыцарь дорог» в одноимённом сериале 2008 года, который был закрыт после одного сезона.
В период своей карьеры, Руссо появилась в ряде телевизионных шоу, включая «Два с половиной человека», «Зачарованные», «C.S.I.: Место преступления», «Как я встретил вашу маму», «Морская полиция: Спецотдел» и «Белый воротничок». У неё были второстепенные роли в «Спаси меня», «Сплетница» и «Быть человеком». В дополнение к телевизионным ролям, Руссо снялась в низкобюджетных фильмах «Остановка» (2006), «Сторонники» (2007) и «Ужас Мэри» (2011).

## Избранная фильмография
| Год       |   | Русское название | Оригинальное название | Роль             |
| --------- | - | ---------------- | --------------------- | ---------------- |
| 2009—2010 | с | Сплетница        | Gossip Girl           | Кей Си Каннингем |